# José Antonio López Toca
José Antonio López Toca (Santander, Cantabria, 27 de noviembre de 1982) es un árbitro de fútbol español de la Segunda División de España. Pertenece al Comité de Árbitros de Cantabria. 

## Temporadas
| Categoría          | País   | Año       |
| ------------------ | ------ | --------- |
| Segunda División B | España | 2009-2017 |
| Segunda División   | España | 2017-     |